# Temnora turlini
Temnora turlini là một loài bướm đêm thuộc họ Sphingidae. Loài này có ở Rwanda.
Sải cánh khoảng 50–52 mm. 